# Saccharomyces bayanus

Saccharomyces bayanus é uma levedura do género Saccharomyces, e é usada em vinificação e fermentação de  cidra. Está estreitamente relacionada com Saccharomyces cerevisiae. Ambos Saccharomyces bayanus e  Saccharomyces pastorianus possuem estirpes diferentes, com diferentes características genéticas e metabólicas, que podem ter uma origem híbrida. Em sua atual classificação, tanto S. bayanus e S. pastorianus podem ser mais correctamente considerados como um complexo de espécies. 